# 新アレクサンドリア図書館

新アレクサンドリア図書館。壁に刻まれているのは、世界各国の文字である

新アレクサンドリア図書館（しんアレクサンドリアとしょかん、羅: Bibliotheca Alexandrina）は、古代アレクサンドリアに古代最大かつ最高の学術機関として栄え、その後、戦火と略奪によって失われたアレクサンドリア図書館を甦らせ、古代の学問と博識の中心地としての輝きを取り戻そうと、ユネスコとエジプト政府が共同で建設した巨大な図書館兼文化センターである。

## 概要
古代アレクサンドリア図書館の喪失から1500年以上経った2001年8月1日、アレクサンドリア市北部のかつて図書館があったとされる場所に再建された。歴史上のアレクサンドリア図書館の最盛期より少ない蔵書数40万冊からの出発だが、最終的には800万冊の大図書館を目指しているという。インターネットを駆使し、エジプトやアラブなど地中海諸国の文化文物に関する情報も収集している。インターネットアーカイブが収集した情報のコピーも保管している。
図書館の建物は11階建てで、総面積約8万5000平方メートルの巨大な建築構造。建造費は約2億ドルを費やした。そのユニークな意匠は1989年にエジプトが開催した図書館設計のコンペでノルウェーの設計事務所スノヘッタが数百もの候補の中から勝ち取ったもので、直径160メートルの斜めに切り取られた巨大な円柱が地面に埋もれているという特異な形状をしている。蔵書の大部分は地下の書庫に収められる。

## ギャラリー
建物
- 図書館前にある古代彫刻
- 図書館の外壁に接する新アレクサンドリア図書館プール
- 背景に地中海のあるBAプール。芸術的な彫刻が見える
- 新アレクサンドリア図書館の前にある白い彫刻
- BAの内観

考古学博物館
- 新アレクサンドリア図書館の下の遺跡で見つかった古代のモザイク
- 紀元前600年のアバの人間に似た棺（ミイラ）
- アレクサンドリア図書館の人工的な埋葬品
- 古代のコーランの原稿
- コーランの言葉が記された古い窓